# Стрілець Антон Лаврентійович
Антон Лаврентійович Стрілець  — радянський діяч, відповідальний секретар Сновського окружного комітету КП(б)У, голова виконавчого комітету Глухівської окружної та Чернігівської губернської рад. Член ВУЦВК.

## Життєпис
Член РКП(б).
У 1923—1924 роках — відповідальний секретар Сновського окружного комітету КП(б)У Чернігівської губернії.
У червні — серпні 1925 року — голова виконавчого комітету Чернігівської губернської ради.
У 1925—1926 роках — голова виконавчого комітету Глухівської окружної ради.
Подальша доля невідома.